# Antonio López Ojeda
Antonio López Ojeda (* 18. Mai 1989 in La Paz, Baja California Sur) ist ein mexikanischer Fußballspieler auf der Position eines Stürmers.

## Laufbahn
López begann seine Laufbahn beim Club América und kam als Profispieler erstmals in dessen Farmteam Socio Aguila zum Einsatz.
Sein Debüt in der ersten Mannschaft von América gab López in einem am 6. Februar 2010 ausgetragenen Auswärtsspiel beim Club Atlas, das 0:1 verloren wurde. Bereits vier Wochen später absolvierte López am 7. März 2010 seinen bisher erfolgreichsten Einsatz in der ersten mexikanischen Liga, als er die ersten drei Tore zum späteren 6:0-Sieg der Americanistas gegen die Gallos Blancos Querétaro erzielte. In der Clausura 2013 gewann er mit den Aguilas den Meistertitel.
Nach der Saison 2013/14 wurde López an den neu formierten Zweitligisten Mineros de Zacatecas ausgeliehen und wird in der Apertura 2015 für den Club Atlante spielen.

## Erfolge
- Mexikanischer Meister: Clausura 2013